# Botsáskák
A botsáskák (Phasmatodea) az ízeltlábúak törzsének és a rovarok osztályának egyik rendje. Nem sáskák, külön rendet alkotnak.

## Előfordulásuk
A botsáskák a trópusokon mindenütt, emellett meleg és mérsékelt éghajlaton is megtalálhatók. Mivel a legtöbb botsáska még fel nem derített területen él, számuk ismeretlen.
Dél-Európában öt fajuk él; a két legismertebb a francia botsáska (Clonopsis gallica) és az olasz botsáska (Bacillus rossii)

## Megjelenésük, felépítésük
Testhosszuk fajtól függően változó 5–33 centiméter között, a nőstények nagyobbak, mint a hímek. Testük rendkívül változatos, faágakra vagy levelekre emlékeztetnek. Fejük gömbölyded, kicsi. Szájszervük erős, rágó, csápjuk változatos. Két összetett szemet és 2–3 pontszemet is viselnek. Előtoruk rendszerint rövid, mozgathatóan ízesül, középtoruk tekintélyes hosszúságot is elérhet, míg az utótor a potrohszelvénnyel majdnem egészen összenőtt. A szárnyaknak nem jutott fontos szerep: az egyes fajoknál a hímeknél, némelyiknél mindkét nemnél hiányzik, vagy pedig az első pár szárny nagyon kicsi, erősen kitinizált és a második pár hártyás. Lábaik hosszúak, vékonyak, egymáshoz hasonló járólábak, lábfejük öt ízű.
Napközben tökéletes rejtő alakjuknak köszönhetően észrevétlen rejtőznek a fák ágai között, éjszaka táplálkoznak. Ha mégis észreveszik és háborgatják őket, a botsáskák köpködve védekeznek.
A valaha mért leghosszabb rovar egy botsáska volt: Kínában találták meg a 62,4 cm-es rovart. A korábbi rekorder a malajziai Pharnacia kirbyi teljes testhossza elérte az 555 millimétert. Sok más botsáska is igen hosszú lehet: a titánbotsáska (Acrophylla titan) hossza elérheti a 270 millimétert, de a Ctenomorpha genusz egyes fajai még nagyobbak, akár 300 milliméter hosszúak is lehetnek. A legnehezebb botsáska a malajziai Heteropteryx dilatata, amely 150 milliméteres testhossz mellett 60 gramm tömegű.

## Életmódjuk
A botsáskák növényevő állatok, azonban a rossz körülmények között, fogságban tartott példányok rátámadhatnak a vándorló levelekre, ha van olyan a terráriumukban. Sok faj élete egyetlen tápláléknövényétől függ, ezért állományukat valószínűleg kedvezőtlenül befolyásolja az esőerdők irtása.

## Szaporodásuk
A peterakás ideje a mérsékelt égövben nyáron van, a trópusokon az egész évben. A peték száma fajtól függően 100–1300 közötti.
Epimorfózissal fejlődnek — ez azt jelenti, hogy a kikelő ivadék testszelvényeinek száma megegyezik a felnőtt állatéval (imágóéval), amelyre külseje és életmódja is hasonlít. A felnőtt méretet fokozatosan, külön fejlődő, szelvényszerző szakaszok beiktatása nélkül éri el. Ez a kifejlődés 3 hónaptól akár 3 évig is tarthat. Hímjeik rendkívül ritkák, így a botsáskák szűznemzéssel is szaporodhatnak, ami annyit tesz, hogy a nőstények hímek közreműködése nélkül is termékeny petéket raknak.

## Rendszerezés
A rendbe az alábbi alrendek, alrendágak öregcsaládok és családok tartoznak:
- Agathemerodea
  - Agathemeridae

- Timematodea
  - Timematoidea
    - Timematidae

- Verophasmatodea
  - Anareolatae
  - Areolatae